# Baruj Benacerraf
Baruj Benacerraf (29. října 1920 Caracas, Venezuela – 2. srpna 2011 Boston, Massachusetts, USA) byl americký vědec narozený ve Venezuele. Pocházel ze židovské rodiny ze severní Afriky.
V roce 1980 obdržel Nobelovu cenu v oblasti fyziologie a medicíny za rozvoj studia histokompatibilních antigenů. Jeho bratr je filozof Paul Benacerraf.